# Славнов, Роман Александрович
Рома́н Алекса́ндрович Славно́в (28 апреля 1982, Москва, СССР) — российский футболист, полузащитник.

## Биография
Начал заниматься футболом в 7 лет. Вскоре был приглашен на просмотр в Лужники, где отбирали ребят 1982 года рождения, который он успешно прошёл, тренировался под руководством Н. А. Растегаева и В. С. Белоусова. Окончив школу, попадал в дубль «Торпедо». Далее поступил в институт на коммерческой основе, но позже был отчислен с первого курса из-за того, что клуб вовремя не оплатил учёбу. Романа призвали в армию, где он попадает в команду воинской части, которая выступала на КФК, и там поддерживает форму.
После армии был приглашён в дубль «Торпедо-ЗИЛ». Затем периодически привлекался к играм за основной состав. В 2003 году сыграл 8 матчей в Премьер-лиге и один матч в Кубке Премьер-Лиги против московского «Торпедо» (2:4), забив мяч. В 2004 году перешёл в «Содовик», с которым через год пробился в Первый дивизион. В 2007 году подписал контракт с «Шинником», с которым выиграл Первый дивизион и вернулся в Премьер-лигу. 13 марта 2008 года, в последние часы трансферного окна, вместе с Ненадом Беговичем был внесён в заявку «Луча-Энергии». Не проведя ни одного матча в составе владивостокцев, летом покинул клуб и перешёл в белгородский клуб «Салют-Энергия», где весь второй круг регулярно выходил на поле. По окончании сезона покинул клуб и пополнил ряды «КАМАЗа». В 2011 году вернулся в «Луч-Энергию». В июне 2012 года подписал контракт со «СКА-Энергией». Дебют Романа в составе «СКА-Энергии» состоялся 16 июля 2012 года в выездном матче с «Нефтехимиком» (1:1), в котором ему удалось открыть счет. В июне 2014 году вернулся в «Луч-Энергию».

## Достижения
- Победитель Первого дивизиона: 2007
- Победитель зоны «Урал-Поволжье» Второго дивизиона: 2005

## Личная жизнь
Жена Марина, сын Дмитрий (родился в 2005 году), дочь Алиса (родилась в 2006 году).